# Penzlin-Süd
Penzlin-Süd ist ein Gemeindeteil der Stadt Meyenburg im Landkreis Prignitz in Brandenburg.

## Geografie
Der Ort liegt fünf Kilometer südlich von Meyenburg. Die Nachbarorte sind Ziegelei im Norden, Penzlin und Schmolde im Nordosten, Warnsdorf und Brügge im Südosten, Brügge-Ausbau im Süden, Struck und Grabow im Südwesten sowie Frehne im Nordwesten.